# 파울 (스포츠)

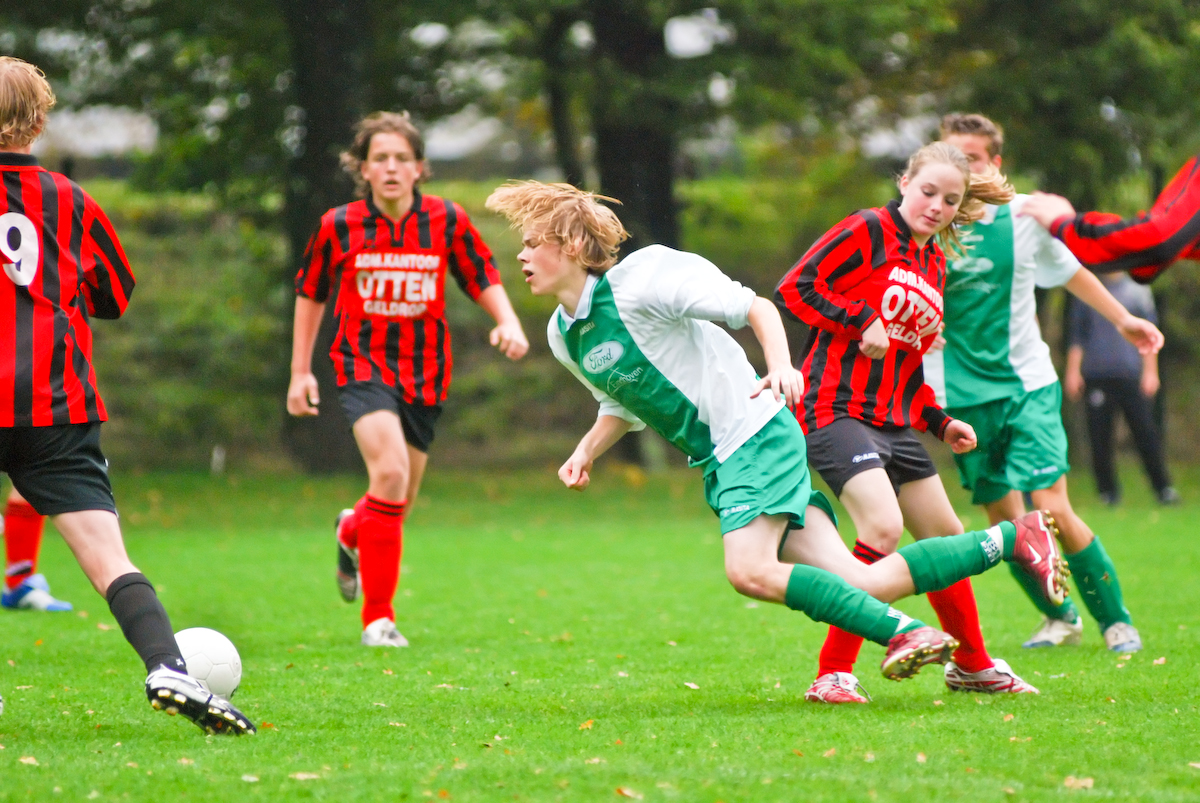
축구에서의 파울

파울(foul)은 스포츠에서 부적절한 행동을 하여 심판에게 지적을 받는 행위를 말한다. 보통, 페널티를 받게 된다. 스포츠마다 파울의 종류는 다르다.
스포츠에서 파울은 심판이 판단한 대로 선수의 부적절하거나 불공정한 행동으로, 일반적으로 스포츠나 게임의 규칙을 위반하는 것이다. 파울은 고의적이거나 우발적일 수 있으며 종종 페널티를 받게 된다. 의도적이지 않더라도 파울링은 상대 선수에게 심각한 해를 끼치거나 부상을 입힐 수 있으며, 스포츠의 특정 상황에서 주변 상황을 인식하지 못하는 경우 심지어 자신의 선수에게도 심각한 해를 끼칠 수 있다. 파울은 다양한 스포츠에서 사용된다. 종종 자신의 팀 동료가 AFL에서 공을 노리거나 쳐다보는 등 우연히 서로 충돌하고 파울을 할 수 있다. 전략적 파울은 게임의 필수 규칙과 규정에 대한 전통적인 협력 및 합의 규범을 위반하거나 게임의 일부가 아닐 수도 있다.
각 스포츠에는 다양한 유형의 파울이 있을 수 있다. 예를 들어, 농구에서 개인 파울은 상대 선수와의 불법적인 개인적 접촉을 의미한다. 테크니컬 파울은 스포츠맨답지 않은 비접촉 행위를 말하며, 개인 파울보다 더 심각한 위반이다. 심각한 파울은 스포츠맨답지 않은 접촉 행위를 포함하며, 가장 심각한 파울로 간주되며 종종 게임에서 퇴장당하는 결과를 낳는다.
축구에서 파울은 심판이 판단한 선수의 부당한 행위이다. 축구 또는 럭비에서 프로 파울은 일반적으로 상대의 득점을 방지하기 위한 고의적인 파울 플레이 행위이다.
킨지테(禁じ手)는 스모 선수가 범할 수 있는 다양한 파울로 시합에서 패배하게 만든다.
페이셜(Facial)은 일부 접촉 스포츠에서 한 선수가 다른 선수의 얼굴을 때리는 파울을 지칭하는 데 사용되는 용어이다.
위의 예에서 볼 수 있듯이 파울에 대해 주어지는 페널티는 일반적으로 게임 결과에 즉시 영향을 미친다. 그러나 어떤 경우에는 파울을 범하면 벌금(페널티)의 형태로 추가 영향을 미칠 수 있으며, 특히 프로 대회에서는 더욱 그렇다. 예를 들어, 미국 농구 협회(National Basketball Association)에서는 정규 시즌에서 처음 5개의 기술 파울을 범한 선수들에게 각 기술 파울당 $2000의 벌금을 부과한다. 플레이어는 반칙을 범할 경우 최대 $50,000의 벌금을 받을 수도 있다. 훌륭한 운동선수들은 승리/성공을 위해 게임의 규칙, 규범 및 경계를 밀어붙이다. 하지만 선을 넘거나 게임 전체 정지 또는 금지와 같은 원치 않는 결과가 발생할 수 있다.
코치는 파울에서 면제되지 않는다. 어떤 경우에는 코치도 파울을 받을 수 있다. 예를 들어, 농구에서는 코치에게 테크니컬 파울이 주어지거나 즉시 경기에서 퇴장당할 수 있다. 코치가 저지르는 테크니컬 파울의 두 가지 예는 심판의 허가 없이 코트에 들어가는 것, 심판과 물리적으로 접촉하는 것이다. 두 번의 테크니컬 파울을 받으면 코치는 경기에서 퇴장당한다. 코치가 경기에서 즉시 퇴장당할 수 있는 예는 펀치 파울을 범한 경우이다.

## 같이 보기
- 파울 (야구)